# Полярная улица (Москва)
Поля́рная у́лица — улица Москвы в районах Южное Медведково и Северное Медведково Северо-Восточного административного округа. Проходит от 2-го Медведковского моста до Полярного проезда.

## Название
Названа в 1964 году по расположению в северной части Москвы, одна из многих улиц Медведкова, названия которых напоминают об освоении Арктики.

## Описание
Полярная улица проходит на север, начинаясь от 2-го Медведковского моста через реку Яуза, и является продолжением Кольской улицы. Улица пересекает Заповедную улицу, проезд Дежнёва, улицу Молодцова, затем поворачивая на северо-восток. После этого слева к ней примыкают Чермянская улица и проектируемый проезд № 6379, справа — проектируемые проезды № 6204 и 6205. Дорога пересекает Широкую улицу, после чего поворачивает снова на север и доходит до Медведковского лесопарка, граничащего с МКАД, соединяясь с Полярным проездом.
Движение транспорта на всём протяжении улицы — двустороннее. На начальном (от 2-го Медведковского моста до проезда Дежнёва) и конечном (после пересечения с Широкой улицей) участках проезжая часть — двухполосная; на основной части улицы от проезда Дежнёва до Широкой улицы — шестиполосная, слева по другую сторону трамвайной линии проходит дополнительный двухполосный проезд.

## Предприятия и организации
По нечётной стороне:
- № 9 — кинотеатр «Полярный»;
- № 25 — Лосиноостровский завод строительных материалов и конструкций ГУП (кирпичный завод);
- № 29 — хлебокомбинат АОЗТ «Пеко» (хлебозавод № 26);
- № 31А — Универсальный комплекс городской логистики Логопром Медведково — филиал Холдинговой компании Логопром[1].(бывший шарикоподшипниковый завод «Децима»); конечная трамвайная станция «Медведково» (трамвай № 17);
- № 31В — завод световой рекламы «Аркон»;
- № 33 — кожгалантерейная фабрика ЗАО «Медведково»;
- № 39 — Таксомоторный парк № 20; Технопарк «Медведково».

По чётной стороне:
- № 10 — жилой дом. Здесь жил историк-архивист А. В. Елпатьевский[2].
- № 16, корпус 1 — почта № 221 (индекс 127221); доп. офис Сбербанка РФ № 7981/01126;
- № 24 — детская поликлиника Северо-Восточного АО № 75;
- № 26, корпус 1 — детская библиотека Северо-Восточного АО № 113;
- № 28 — поликлиника Северо-Восточного АО № 144.
- Владение № 34 — Храм-часовня Димитрия Донского.

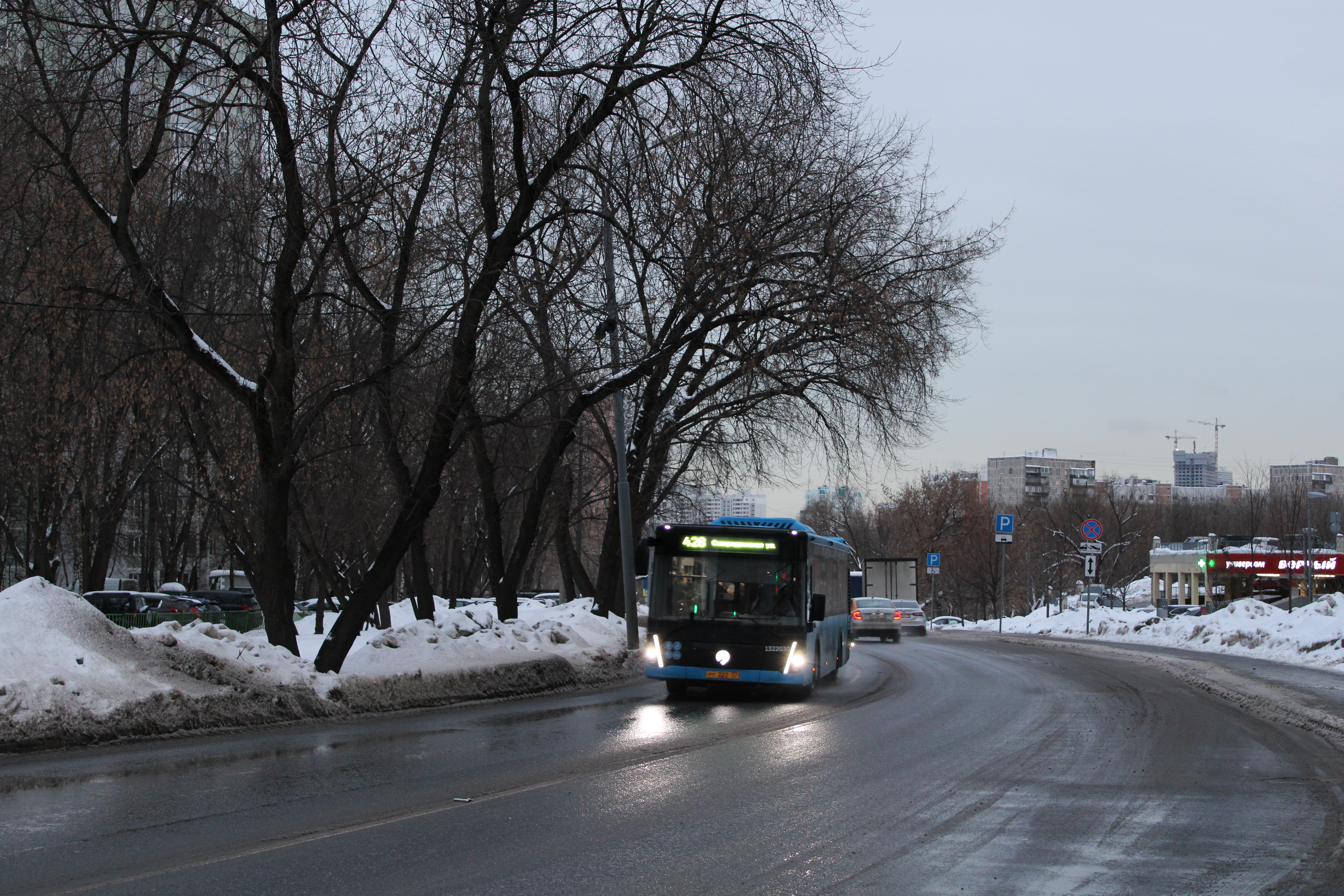
В районе Яузы
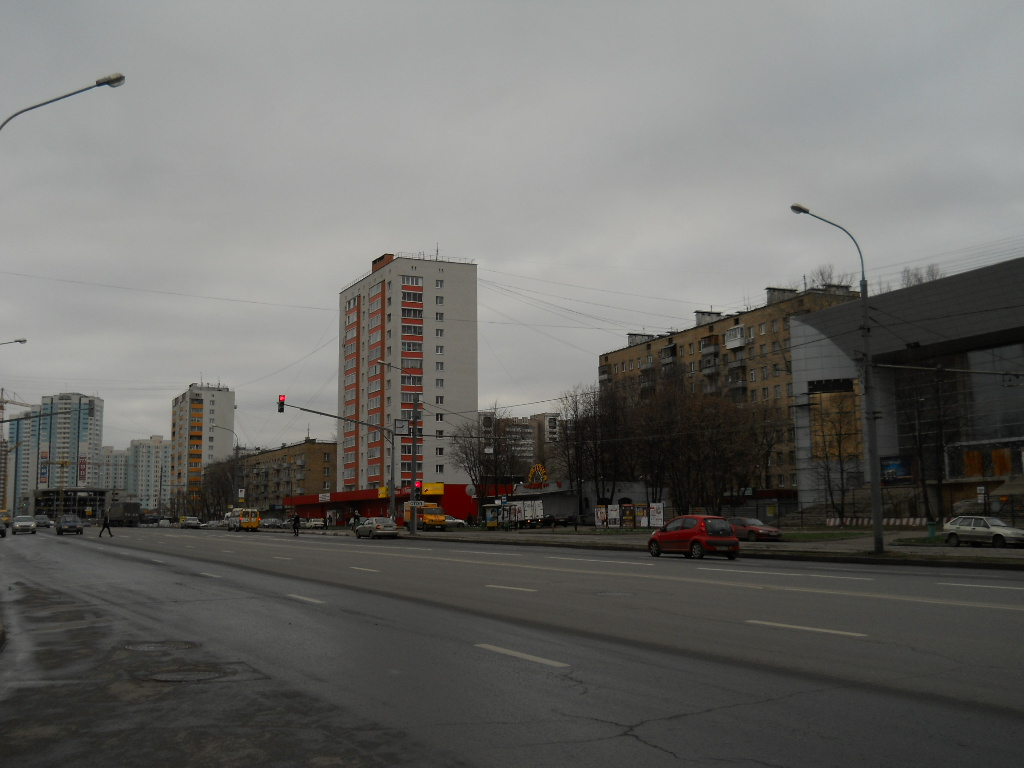
Вид на юг
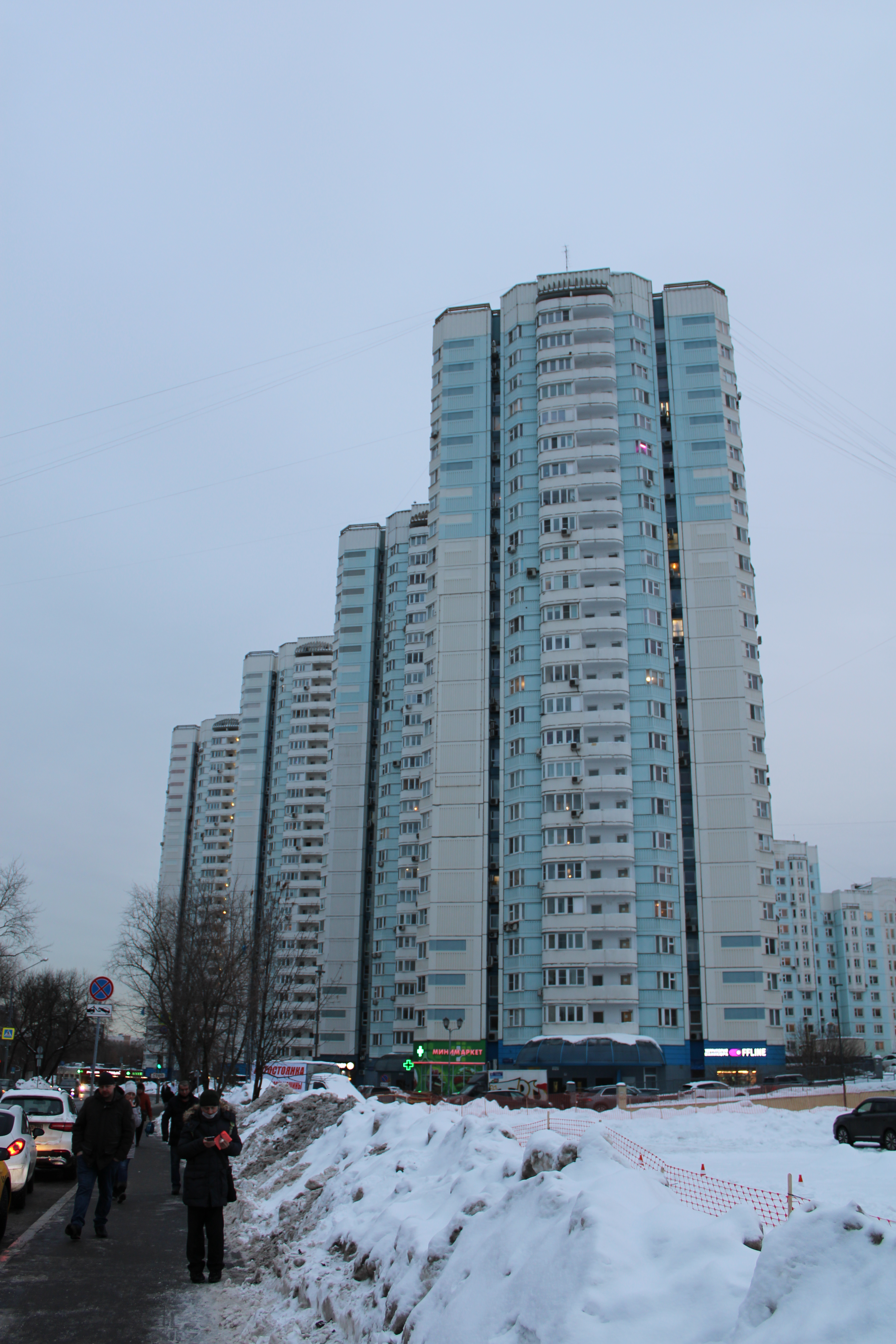
Дом 18
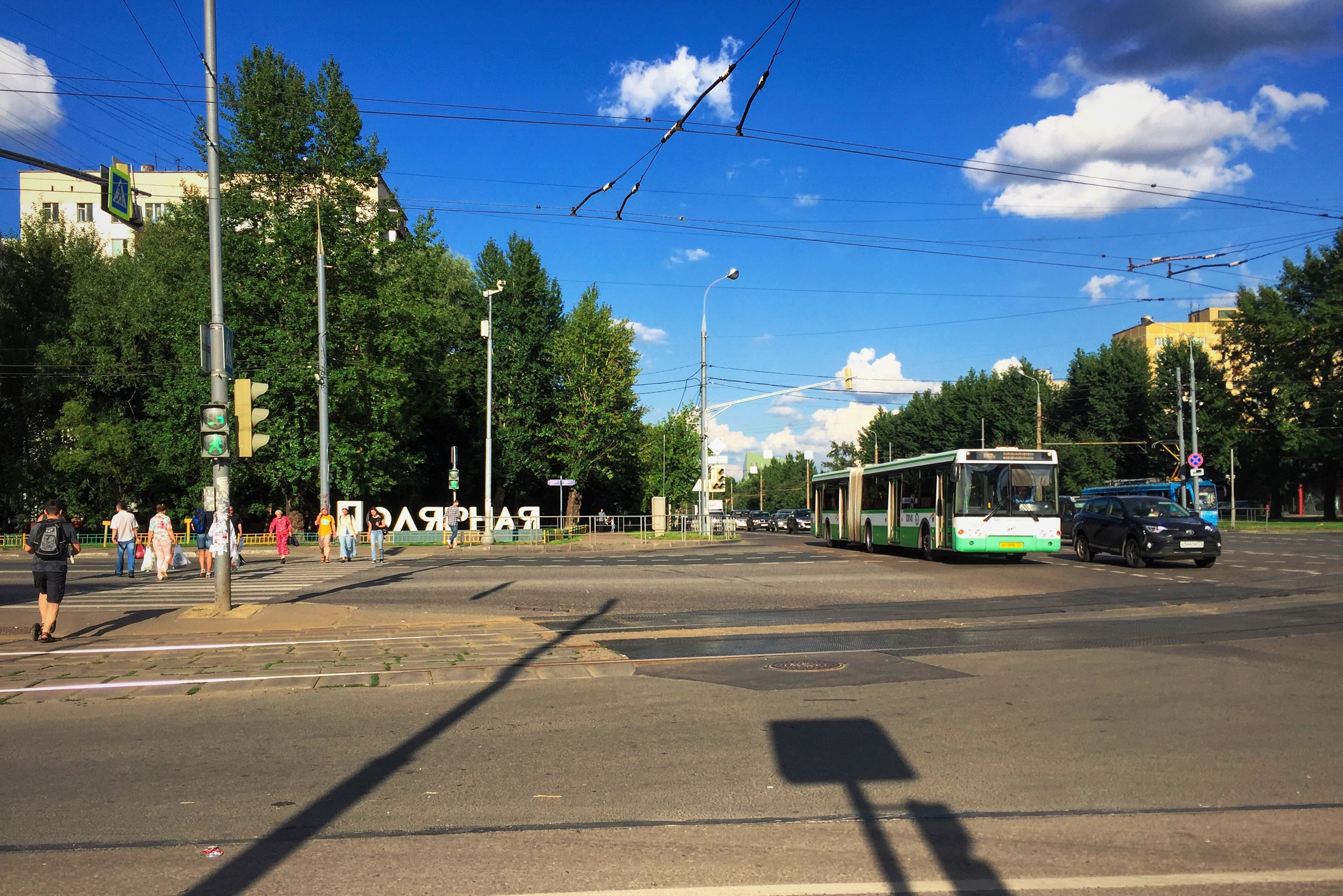
Пересечение с проездом Дежнёва
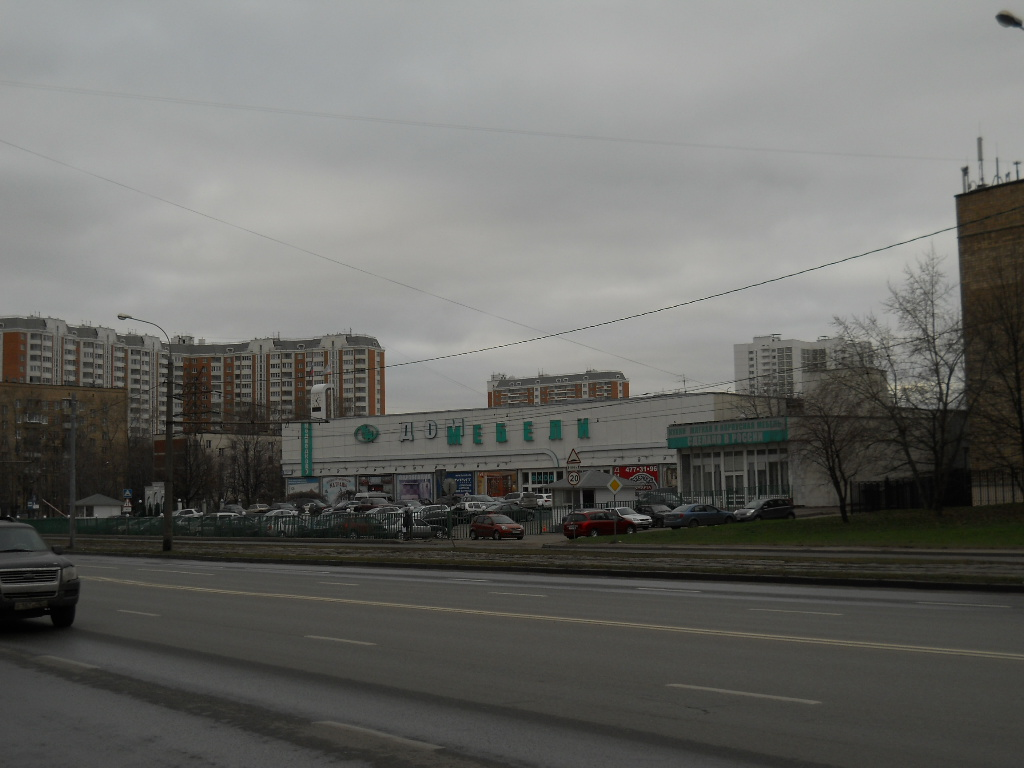
Дом мебели «Медведково»
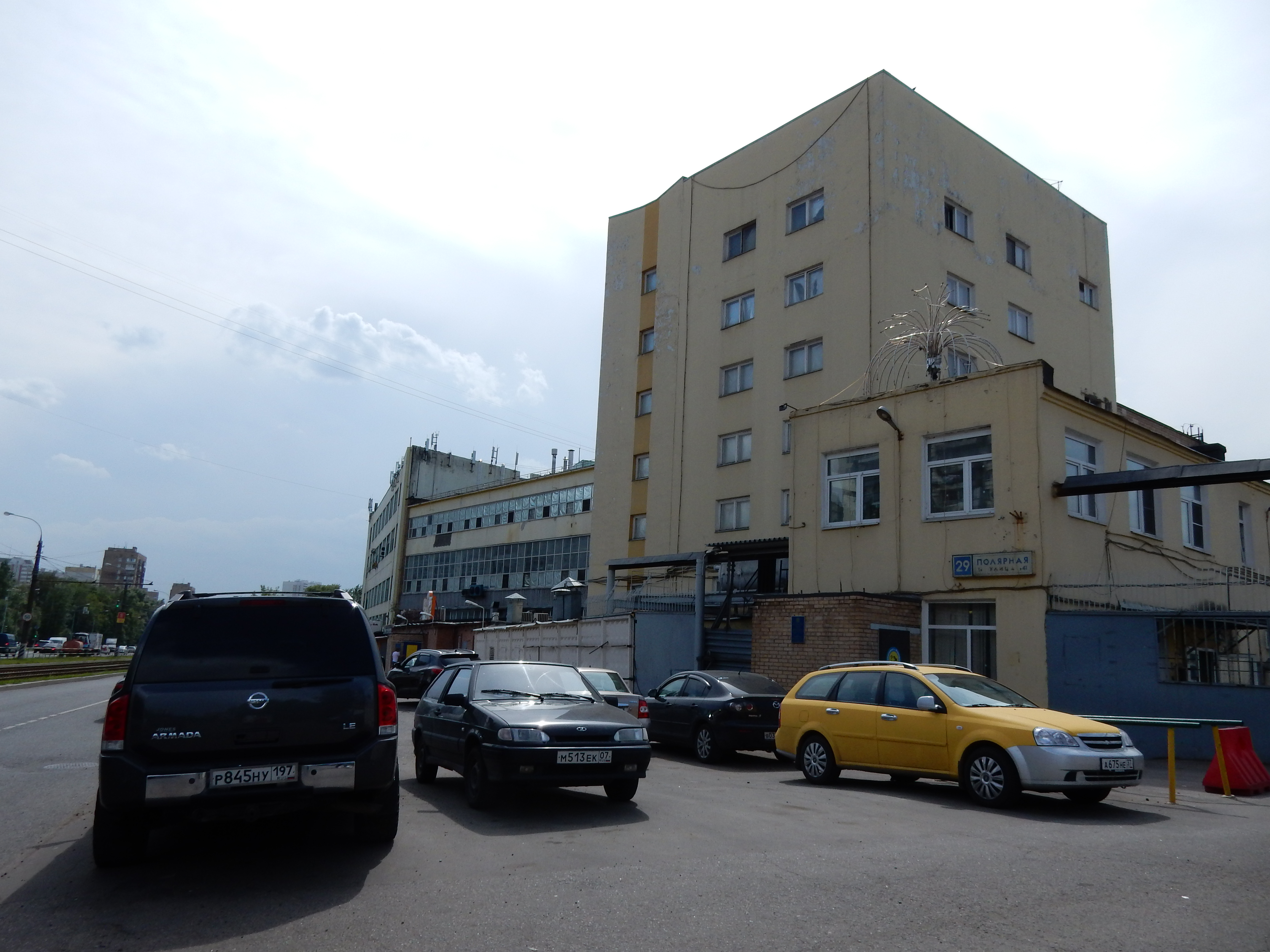
Хлебозавод № 26
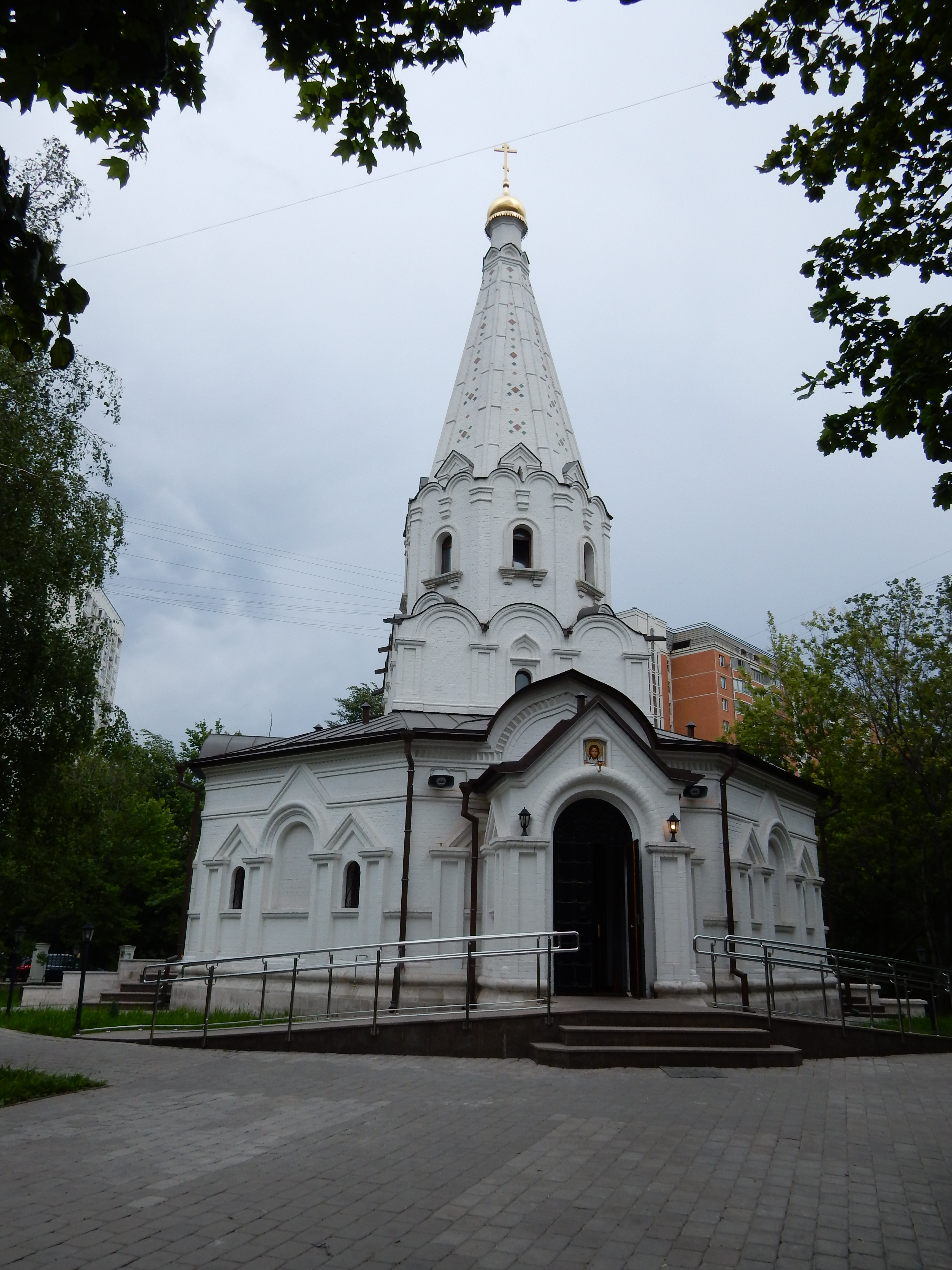
Храм-часовня Димитрия Донского

## Общественный транспорт

### Автобусы
- № 61 (Ясный проезд —  Свиблово) — от проезда Дежнёва до Кольской улицы.
- № 124 (ст. Лосиноостровская — м/р 4Д Отрадного) — от улицы Молодцова до проезда Дежнёва.
- № 380 (Проезд Русанова —  Дегунино) — от Кольской улицы до Заповедной улицы.
- № 428 (ВДНХ (Главный Вход) — Северодвинская улица) — от Кольской улицы до Широкой улицы.
- № 628 (Ясный проезд —  Свиблово) — от Кольской улицы до Заповедной улицы.
- № 928 (ст. Лосиноостровская — МЦД Грачёвская) — от Широкой улицы до проезда Дежнёва.

### Электробусы
- №Н6 ночной общественный транспорт Москвы (Осташковская улица — ст.м. Китай-Город) — от улицы Молодцова до проезда Дежнёва.
- №393 (Осташковская улица — Ясный проезд ) — от улицы Молодцова до проезда Дежнёва.

### Трамваи
От проезда Дежнёва до оборотного кольца «Медведково» у пересечения с Широкой улицей проходит трамвайная линия.
- № 17 (Останкино — Медведково) — от проезда Дежнёва до Широкой улицы.